# گابریل سیفرت
گابریل سیفرت (انگلیسی: Gabriele Seyfert؛ زادهٔ ۲۳ نوامبر ۱۹۴۸) اسکیت‌باز نمایشی، و مترجم اهل آلمان است. وی همچنین از برندگان مدال‌های بازی‌های المپیک زمستانی است.